# Phattarapong Phengchaem
Phattarapong Phengchaem (thailändisch ภัทรพงษ์ เพ็งแจ่ม, * 1. Januar 1996) ist ein thailändischer Fußballspieler.

## Karriere
Phattarapong Phengchaem stand bis 2019 beim Sisaket United FC unter Vertrag. Der Verein aus Sisaket  spielte in der vierten Liga, der Thai League 4. Mit dem Verein spielte er in der North/Eastern Region der Liga. 2020 wechselte er zum ebenfalls in Sisaket beheimateten Zweitligisten Sisaket FC. Sein Zweitligadebüt für Sisaket gab er am 12. September 2020 im Spiel gegen den Chainat Hornbill FC. Hier wurde er in der 51. Minute gegen Narakorn Khana ausgewechselt.